# Bluebird-Proteus CN7

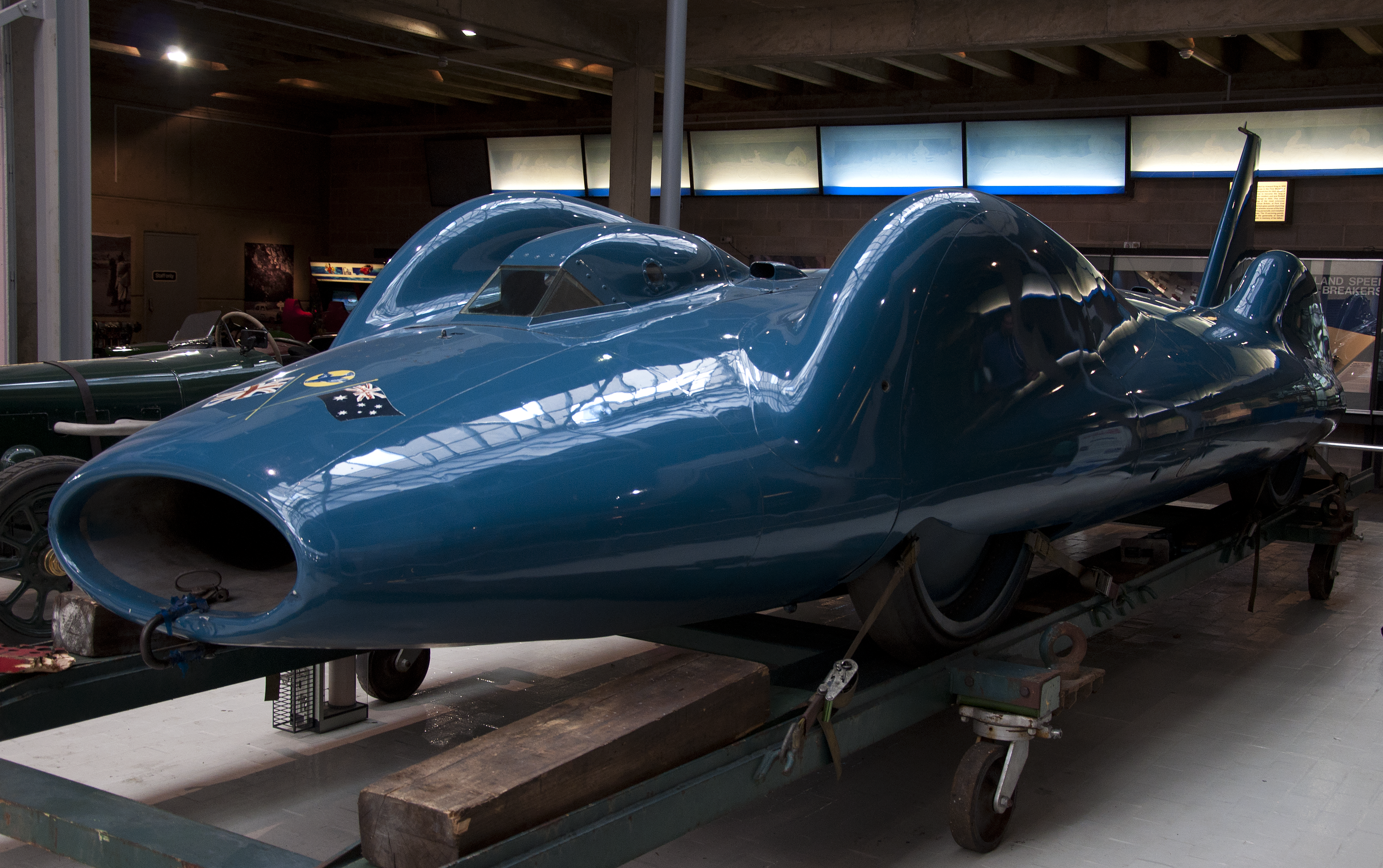
De Bluebird-Proteus CN7 in het National Motor Museum

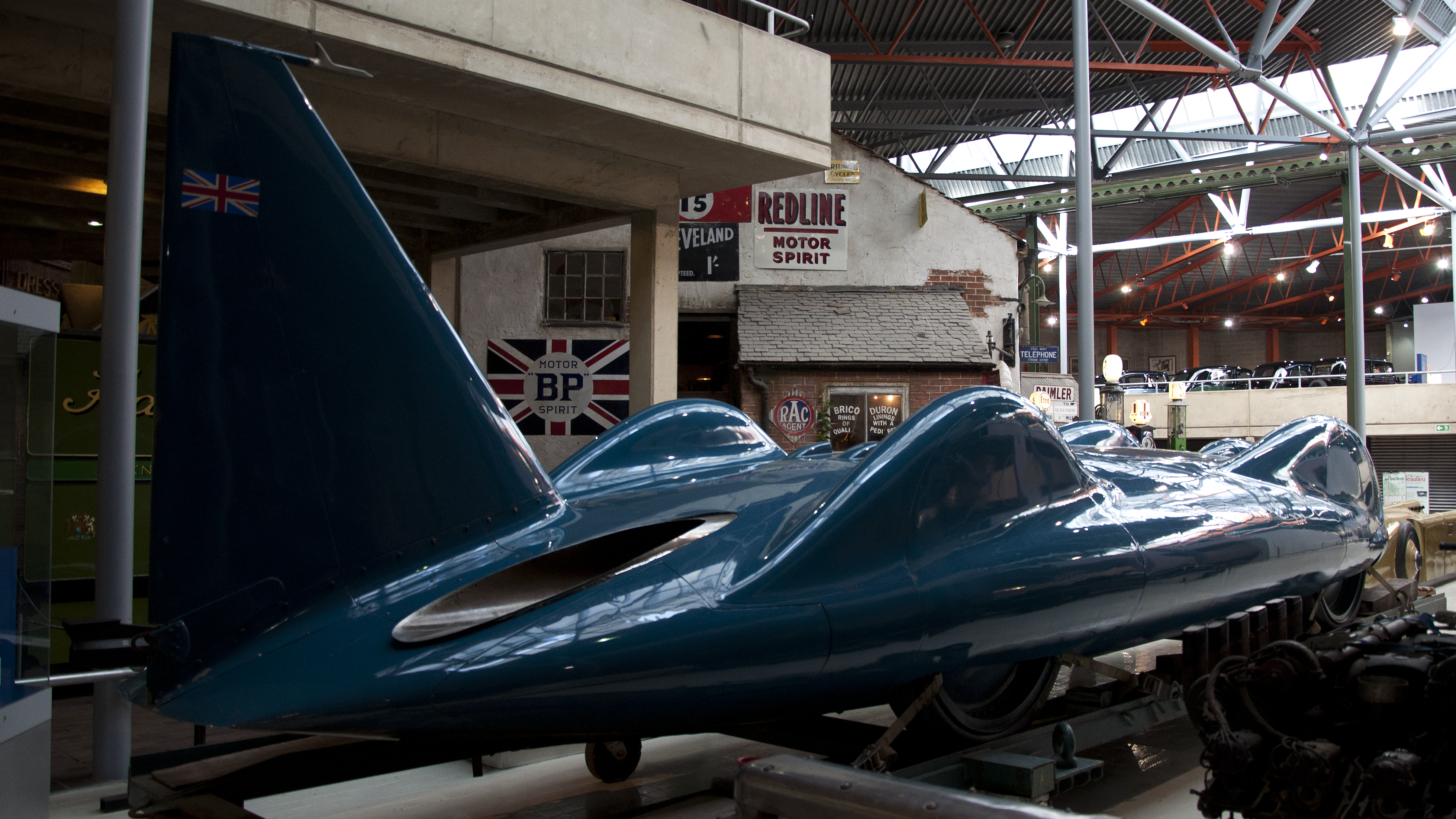
De Bluebird-Proteus CN7

De Bluebird-Proteus CN7 was een voor zijn tijd hoogtechnologische auto waarmee Donald Campbell op 17 juli 1964 het wereldsnelheidsrecord op land verbeterde. De Bluebird werd gebouwd in 1960 en aangepast in 1962. Donald was de zoon van Malcolm Campbell die een aantal snelheidsrecords verbeterde.

## Ontwerp
Campbell begon in 1956 met zijn plannen om het wereldsnelheidsrecord te breken dat op dat ogenblik stond op 630 km/u. De firma Norris Brothers Ltd. in Burgess Hill kregen de opdracht Campbells auto te ontwikkelen nadat ze succesvol diens speedboot Bluebird K7 hadden getekend. 800 km/u bereiken was het doel dat het team zich stelde. De CN7 (Campbell-Norris 7) was gemaakt van een sterke honingraatstructuur uit aluminium, voorzien van onafhankelijke vering en had een gewicht van 4 ton. Motor Panels in Coventry bouwde de auto. CN7 was voorzien van vierwielaandrijving, 52-inch wielen/banden van Dunlop, lucht- en schijfremmen. De vliegtuigfabrikant Bristol-Siddeley leverde de motor: een gasturbinemotor met een vermogen van 3 320 kilowatt. Leo Villa, een chefmechanicien die ook voor zijn vader had gewerkt superviseerde de constructie. De Bluebird verliet de fabriek in de lente van 1960. Op het Goodwood Circuit draaide de Bluebird in 1960 zijn eerste testronden, zij het bij lage snelheid.

## Bonneville 1960
Na de testen in Goodwood besloot men een poging te doen om het record te breken op de Bonneville-zoutvlakte in het noordwesten van de staat Utah in de Verenigde Staten. Dat was de locatie bij de laatste verbreking van het wereldsnelheidsrecord door zijn vader in 1935. Campbell werd zwaar gesponsord door British Petroleum, Dunlop en vele Britse ondernemingen van auto-onderdelen. Het breken van het snelheidsrecord werd van nationaal belang.
De CN7 moest worden afgeschreven op 16 september na een crash bij hoge snelheid. De CN7 begon te slingeren waarbij Campbell te sterk reageerde en de auto over de kop sloeg, door de lucht vloog en op de rechterzij belandde waarbij twee wielen afbraken. Campbell liep een schedelfractuur op en een gescheurd trommelvlies. Hij herstelde in Californië van zijn verwondingen. Ondertussen had men beslist de Bluebird te herstellen en aan te passen voor een nieuwe poging. Campbells zelfvertrouwen was ernstig geschokt, hij kreeg last van paniekaanvallen en twijfelde een tijdlang of hij een nieuwe poging zou wagen. Het herstel van zijn zelfvertrouwen kwam er toen hij leerde lichte vliegtuigen te piloteren. In 1961 was hij opnieuw betrokken bij de planning van een nieuwe recordpoging.

## Eyremeer 1963
De auto kreeg een sperdifferentieel en een grote stabilisatievin, achteraan op de wagen. Na nieuwe testen te Goodwood en bijkomende verbeteringen werd de Bluebird ditmaal naar Australië verscheept om een nieuwe poging te wagen op de vlakte van het Eyremeer. Hier was een zoutvlakte van 1 170 km² beschikbaar met een baan van 32 km lang die steenhard was omdat het er twintig jaar niet meer had geregend. Bij zijn aankomst in maart 1963 regende het toch lichtjes. Toen hij in mei met de testritten wilde beginnen viel er nog steeds regen waardoor de CN7 geen hoge snelheden kon bereiken. Einde mei werd de zoutvlakte geteisterd door stortregens waardoor men de auto in het midden van de nacht van de zoutvlakte moest halen. Hiermee viel Campbells poging letterlijk in het water. Hij werd in de pers afgebrand en BP trok zicht terug als sponsor.

## Eyremeer 1964
Campbell en zijn team keerden in 1964 terug naar het Eyremeer, ditmaal gesponsord door de Australische oliemaatschappij Ampol, maar de zoutvlakte was niet langer het ideale terrein zoals het er begin 1963 had uitgezien. In juni viel er opnieuw wat regen maar ten slotte droogde de zoutvlakte voldoende op en kon men een nieuwe recordpoging wagen. Op 17 juli 1964 bereikte hij de recordsnelheid van 648,73 km/u voor een voertuig met vier wielen, klasse A. Campbell was niet tevreden omdat de CN7 ontworpen was om snelheden van 800 km/u te halen. De CN7 haalde op het laatste derde van de gemeten mijl een gemiddelde snelheid van 690 km/u en bereikte een maximumsnelheid van 710 km/u op het einde van het traject. Als de baan voldoende droog en hard was geweest had hij het volledige traject van 15 mijl hoogstwaarschijnlijk afgelegd tegen een gemiddelde snelheid die 800 km/u had benaderd.

## Na het record
Om het record te vieren reed Donald Campbell met zijn CN7 door de straten van Adelaide. 200 000 mensen stonden hem bij het stadhuis op te wachten. De auto werd op veel plaatsen in Australië tentoongesteld en in het Verenigd Koninkrijk na zijn terugkeer in november 1964.
In 1966 werd de CN7 gedemonstreerd op een basis Debden van de Royal Air Force door Peter Bolton. Tijdens de rit tegen een lagere snelheid beschadigde hij de Bluebird. Campbell maakte nieuwe plannen om met een raketaangedreven wagen het snelheidsrecord dicht bij Mach 1 te brengen. Hij verongelukte in januari 1967 aan boord van zijn Bluebird K7 toen hij met deze speedboot een nieuw snelheidsrecord op water wilde vestigen.
De Bluebird werd in 1969 hersteld en Campbells weduwe, Tonia Bern-Campbell sloot een akkoord af met Lynn Garrison, voorzitter van Craig Breedlove and Associates. Craig Breedlove kreeg toestemming om met de Bluebird een nieuwe recordpoging te wagen op de zoutvlakte van Bonneville. Het idee werd verlaten toen een parallel project, een supersonische Spirit of America geen sponsors vond.
De Bluebird CN7 staat sinds 1972 tentoongesteld in het National Motor Museum te Beaulieu.